# Petite rivière Neigette
Pour les articles homonymes, voir Neigette.
La Petite rivière Neigette coule sur environ 25 km dans la municipalité régionale de comté (MRC) de Rimouski-Neigette, dans la région administrative du Bas-Saint-Laurent, au Québec, au Canada. Le cours de la rivière traverse les municipalités suivantes : Saint-Narcisse-de-Rimouski, Saint-Marcellin, Mont-Lebel et Saint-Anaclet-de-Lessard.
La Petite rivière Neigette est un affluent de la rive ouest de la rivière Neigette laquelle coule vers l'est jusqu'à la rive ouest de la rivière Mitis ; cette dernière coule vers le nord-ouest jusqu'au littoral sud-est du fleuve Saint-Laurent où elle se déverse à la hauteur de Sainte-Flavie et de Grand-Métis.

## Géographie
La Petite rivière Neigette prend sa source à l'embouchure du lac Neigette (longueur : 1,5 km ; altitude : 228 m) dans Saint-Narcisse-de-Rimouski, dans les monts Notre-Dame. Cette source est située à 18,6 km au sud-est du littoral sud-est du fleuve Saint-Laurent, à 2,8 km à l'est du centre du village de Saint-Narcisse-de-Rimouski et à 1,8 km au nord-ouest de la route 232.
Le lac Neigette s'approvisionne en eau du ruisseau Vignola (venant du nord) et de la décharge du Lac Cœur (venant du sud-ouest). Le chemin des Trois-Lacs passe du côté nord-ouest du lac.
Cours supérieur de la rivière (segment de 9,3 km)
À partir de l'embouchure du "Lac Neigette", la petite rivière Neigette coule sur :
- 0,8 km vers le nord-est dans Saint-Narcisse-de-Rimouski, jusqu'au pont du chemin des Trois-Lacs ;
- 1,8 km vers le nord-est, jusqu'à la route des Pionniers ;
- 2,5 km vers le nord-est, jusqu'à la confluence de la rivière Lunettes (venant du sud-est) ;
- 0,8 km vers le nord, jusqu'à la limite de la municipalité de Saint-Marcellin ;
- 1,6 km vers le nord, en recueillant les eaux de la décharge du Lac Édnard (venant du nord-est), jusqu'à la limite de la municipalité de Mont-Lebel ;
- 0,6 km vers le nord-ouest, jusqu'à la confluence de la Branche Thibaut (venant du sud-ouest) ;
- 0,2 km vers le nord-ouest, jusqu'à la rive sud-ouest du Lac à Quenon ;
- 1,0 km vers le nord, en traversant le lac à Quenon (longueur : 1,0 km) ; altitude : 190 m) sur sa pleine longueur, jusqu'à son embouchure situé dans la partie nord du lac.

Cours inférieur de la rivière (segment de 15,3 km)
À partir de l'embouchure du lac Quenon, la Petite rivière Neigette coule sur :
- 3,8 km vers le nord, en coupant le chemin du Pont Couvert et en recueillant les eaux de la décharge du Lac Ross (venant du sud-est), jusqu'à la limite de la municipalité sud-ouest de Saint-Anaclet-de-Lessard ;
- 1,7 km vers le nord-ouest, jusqu'à l'embouchure du plan d'eau Les Étangs que le courant traverse sur 0,4 km vers le nord ;
- 0,3 km vers le nord, jusqu'au pont du chemin de l'Étang ;
- 3,3 km vers le nord, jusqu'au pont du chemin de la Rivière Neigette ;
- 0,4 km vers le nord, jusqu'à la rive sud du lac ;
- 0,8 km vers le nord-est, jusqu'à l'embouchure du lac ;
- 2,9 km vers le nord-est, jusqu'au pont de la route du Fourneau-à-Chaux ;
- 2,1 km vers le nord-ouest, jusqu'à sa confluence[2].

La Petite rivière Neigette se déverse sur la rive ouest de la rivière Neigette (La Mitis), à 0,8 km (ou 0,4 km en ligne directe) en aval du pont couvert du chemin du 2e rang de Neigette Est, et à 0,4 km à l'ouest de la limite ouest de la MRC de La Mitis.

## Toponymie
Sur la carte de 1852 du canton de Neigette, dessinée par l'arpenteur Duncan Stephen Ballantyne, figurent les appellations "RIVIERE PETITE NEIGETTE" et "RIVIERE GRANDE NEIGETTE". Le terme Neigette constitue un diminutif local signifiant une faible chute de neige. Le diminutif neigeotter, signifiant neiger un peu, était en usage en Normandie et en Suisse selon le Glossaire du Parler au Canada, publié en 1930 à Québec, lequel attribue sa mention aux écrits du père Potier, de Détroit (aujourd'hui la ville américaine de Détroit), en 1744 et 1752. Le synonyme neigeasser était aussi employé par le même personnage en 1744 ; ce synonyme l'est encore de nos jours dans certaines régions où les habitants ont perpétué un dialecte local.
Le toponyme « Petite rivière Neigette » a été officialisé le 5 décembre 1968 à la Commission de toponymie du Québec.